# Слуга народа
Слуга народа (укр. Слуга народу; рус. Слуга народа) украјинска је политичко-сатирична хумористичка телевизијска серија која се премијерно емитује од 16. октобра 2015. године.
Серија је постала много више укључена у стварну украјинску политику. Дана 31. марта 2018. године, политичка партија названа по телевизијској серији пријавила се у Министарство правде. Даље, Володимир Зеленски, који тумачи протагонисту серије играјући председника Украјине, 21. априла 2019. године изгласан је за председника Украјине.
У Србији, Црној Гори, Босни и Херцеговини и Северној Македонији се емитује од 21. септембра 2019. године на мрежи Нова. Серија се емитује титлована на српски. Титлове је радио студио Блу хаус.